# Weißenburger Linien
Die Weißenburger Linien (Auch: Lauter-Linien oder Lauterburger-Linien) wurden zwischen 1701 und 1714 während des Spanischen Erbfolgekriegs durch Claude-Louis-Hector de Villars zur Verteidigung des von Frankreich neu erworbenen Elsass zwischen dem Rhein bei Lauterbourg und den Vogesen bei Wissembourg angelegt.

## Lage und Einrichtung
Die im Zickzack angelegten Linien folgen dem Südufer der Lauter. Sie bestehen wie die ebenfalls an der Wende des 17. zum 18. Jahrhundert, allerdings gegen die französischen Truppen, angelegten Eppinger Linien, die Bühl-Stollhofener Linie und die Ettlinger Linie am anderen Rheinufer aus einer Brustwehr und einem Graben. Zu den Linien gehörten rund 50 Schanzen (Redouten), darunter die Redoute Maréchal de Marcin, die Villars-Schanze und die Lanzensee-Schanze. Über die Lauter sind nach Norden in den Bienwald einzelne Redouten vorgeschoben. Westlicher Endpunkt war die (zerstörte) Redoute auf dem Scherhol. 

## Geschichte

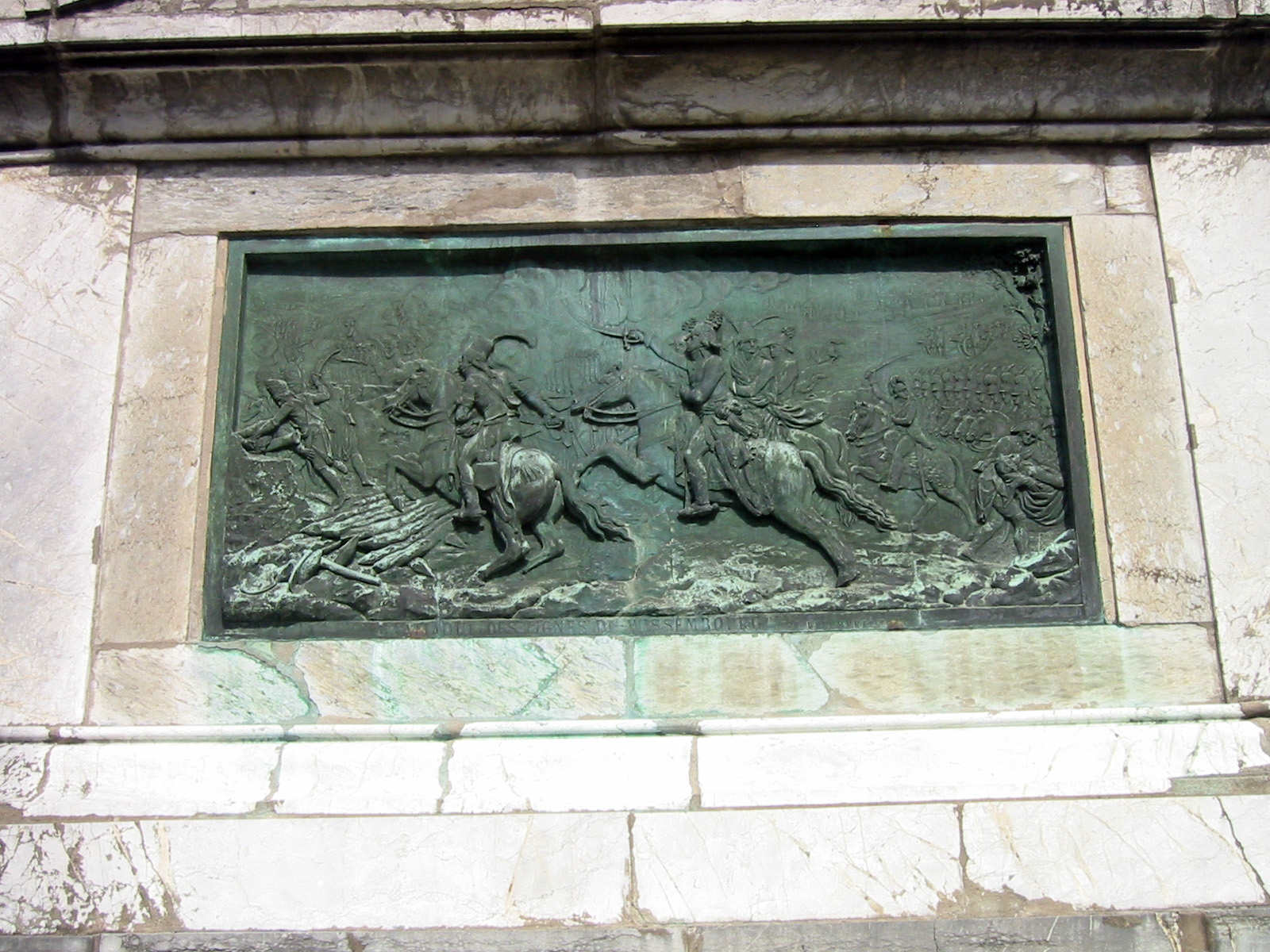
Erstürmung der Weißenburger Linien 1793 durch General Lazare Hoche. Bronzerelief von Louis Boizot (1803) am Grab und Monument General Hoche in Weissenthurm am Rhein.

1744 gingen die Österreicher hier über den Rhein und besetzten Weißenburg und Lauterburg. Die Linien wurden 1746 nochmal verstärkt. Militärisch spielten die Linien letztmals während des Ersten Koalitionskriegs am 13. Oktober und am 23. Dezember 1793 eine Rolle, als die österreichisch geführten Reichstruppen unter Feldzeugmeister Wurmser zuerst gegen die französische Rhein-Mosel-Armee unter General Pichegru das Elsass zurückeroberten, im Dezember dann von General Hoche wieder zum Rückzug über den Rhein gezwungen wurden. Später gerieten die Linien in Verfall. 1873 wurden sie zur landwirtschaftlichen Nutzung freigegeben. Im Gelände sind sie jedoch noch gut zu erkennen. Den Linien folgt der Wanderweg „Sentier Lignes de la Lauter“.